# Ballersdorf
Ballersdorf település Franciaországban, Haut-Rhin megyében. Lakosainak száma 815 fő (2022. január 1.). Ballersdorf Carspach, Hagenbach, Gommersdorf, Dannemarie, Altenach, Saint-Ulrich és Fulleren községekkel határos.

## Népesség
A település népességének változása:
| Lakosok száma | 818  | 825  | 838  | 824  | 820  | 816  | 812  | 813  | 815  |
|               | 2013 | 2015 | 2016 | 2017 | 2018 | 2019 | 2020 | 2021 | 2022 |